# Jiří Duchoň (lékař)
Jiří Duchoň (27. července 1927 Praha – 2. listopadu 2009) byl český lékař, biochemik, vysokoškolský pedagog a přednosta II. ústavu lékařské chemie a biochemie 1. LF UK (později Ústav biochemie a experimentální onkologie 1. LF UK), který se zasloužil o rozvoj lékařské biochemie a vědy v České republice. Celý svůj aktivní pedagogický a vědecký život od roku 1948 zasvětil práci na II. ústavu lékařské chemie a biochemie a v letech 1970 až 1995 byl jeho přednostou.

## Biografie
Jiří Duchoň se narodil 27. července 1927 v Praze do rodiny profesora agrochemie na Vysoké škole zemědělské. Studoval na reálném gymnáziu v Praze-Dejvicích (1938–1946), kde si díky prof. Koštířovi oblíbil chemii. V letech 1946 až 1952 vystudoval Fakultu všeobecného lékařství UK (FVL) a jako mimořádný posluchač absolvoval současně pět semestrů oboru chemie na Přírodovědecké fakultě UK.
Jeho další pedagogickovědecký život je svázán s II. ústavem lékařské chemie a biochemie 1. LF UK, kde již během studia pracoval jako volontér, demonstrátor, vědecká síla a výpomocný asistent. Po absolutoriu na ústav nastoupil jako odborný asistent (1952–1965), v roce 1955 složil atestaci z klinické biochemie, v roce 1962 obhájil kandidátskou a v roce 1992 doktorskou disertační práci, v roce 1966 se stal docentem lékařské chemie a roku 1993 byl jmenován profesorem biochemie. V letech 1970 až 1995 byl přednostou ústavu. Od roku 2000 byl emeritním profesorem.
Ve své výzkumné práci Duchoň významně přispěl k biochemickému studiu melanozomů a k určení struktury a objasnění biosyntézy a biodegradace melanogenů. Zahraniční zkušenosti načerpal na ročním stipendijním pobytu na Harvard Medical School v Bostonu, kde se u prof. T. B. Fitzpatricka v letech 1967–1968 zabýval studiem melanozomů. Po jeho návratu se výzkum na II. ústav lékařské chemie a biochemie soustředil na studium maligního melanomu a melaninové pigmentace. Pracoviště získalo koncem šedesátých, v sedmdesátých a osmdesátých letech 20. století mezinárodní reputaci a přijížděli se sem školit vědci ze zahraničí.
Byl uznávaným a oblíbeným pedagogem a autorem skript z lékařské biochemie, která se v letech 1976–1979 dočkala 10 vydání užívaných na všech lékařských fakultách v Čechách a na Moravě. Byl také editorem a spoluautorem celostátní učebnice Lékařská chemie a biochemie (1985), která byla později přeložena a vydána též ve slovenštině (1991). Mnoho let přednášel v Institutu postgraduálního vzdělávání lékařů a farmaceutů a jako externí učitel na zdravotních školách.
Publikoval více než 150 odborných sdělení v mezinárodních i v tuzemských časopisech a v různých monografiích. V roce 1964 byl spoluautorem první české monografie věnované biochemii melaninů a melanogenezi. Byl členem mnoha domácích i zahraničních odborných společností, např. České společnosti pro biochemii a molekulární biologii, České společnosti chemické a České lékařské akademie. Byl zakládajícím členem European Society for Pigment Cell Research a International Pigment Cell Society.